# لاميناريا رودريغيزية
لاميناريا رودريغيزية (الاسم العلمي:Laminaria rodriguezii) هو نوع من الطلائعيات يتبع جنس اللاميناريا من فصيلة اللامينارية.